# 怒江报春
怒江报春（学名：Primula maikhaensis）为报春花科报春花属下的一个种。

## 扩展阅读
- 維基物種上的相關：怒江报春